# NGC 4457
NGC 4457 ist eine Linsenförmige Galaxie mit aktivem Galaxienkern vom Hubble-Typ SB0/a im Sternbild Jungfrau an der Ekliptik. Sie ist schätzungsweise 36 Millionen Lichtjahre von der Milchstraße entfernt und hat einen Durchmesser von etwa 30.000 Lj. Unter der Katalognummer VCC 1145 ist sie als Mitglied des Virgo-Galaxienhaufens aufgeführt.
Im selben Himmelsareal befindet sich u. a. die Galaxie NGC 4412, NGC 4480, NGC 4496, NGC 4505.
Das Objekt wurde am 23. Februar 1784 vom deutsch-britischen Astronomen Wilhelm Herschel entdeckt.
Am 1. Juli 2020 wurde eine Supernova des Typs Ia in der Galaxie entdeckt, die die Bezeichnung SN 2020nvb erhalten hat. Mit einer visuelle Helligkeit von 13,1 mag am 1. Juli 2020 ist sie relativ hell. Da sie aber in einem Abstand von nur 9 Bogensekunden vom aktiven Kern der Galaxie entfernt ist, kann sie auch fotografisch nur mit Hilfe eines Teleskops abgebildet werden.